# Marc VDS Racing Team
Marc VDS Racing Team é uma equipe de motociclismo da MotoGP, com sede na Bélgica pelo fundador Marc van der Straten,

## História
A equipe começou a atuar na temporada 2015
Atualmente nas temporadas 2016 e 2017 seus pilotos são Jack Miller e Tito Rabat.

## MotoGP results
- Obs. negrito é pole postion e em itálico indica melhor volta.

| Ano  | Moto               | Pneus | Motociclistas | 1   | 2   | 3   | 4   | 5   | 6   | 7   | 8   | 9   | 10  | 11  | 12  | 13  | 14  | 15  | 16  | 17  | 18  | Points | Pos. |
| ---- | ------------------ | ----- | ------------- | --- | --- | --- | --- | --- | --- | --- | --- | --- | --- | --- | --- | --- | --- | --- | --- | --- | --- | ------ | ---- |
| 2015 | Honda Honda RC213V | ?     |               | QAT | AME | ARG | ESP | FRA | ITA | CAT | NED | GER | IND | CZE | GBR | SMR | ARA | JPN | AUS | MAL | VAL | 84     | 8th  |
| 2015 | Honda Honda RC213V | ?     | Scott Redding | 13  | Ret | 9   | 13  | Ret | 11  | 7   | 13  | Ret | 13  | 12  | 6   | 3   | 12  | 10  | 11  | 11  | 15  | 84     | 8th  |
| 2016 | Honda Honda RC213V | ?     |               | QAT | ARG | AME | ESP | FRA | ITA | CAT | NED | GER | AUT | CZE | GBR | SMR | ARA | JPN | AUS | MAL | VAL | 87     | 11th |
| 2016 | Honda Honda RC213V | ?     | Jack Miller   | 14  | Ret | DNS | 17  | Ret | Ret | 10  | 1   | 7   | DNS |     | 16  | DNS |     | Ret | 10  | 8   | 15  | 87     | 11th |
| 2016 | Honda Honda RC213V | ?     | Esteve Rabat  | 15  | 9   | 13  | 18  | Ret | DNS | 14  | 11  | 16  | 14  | 10  | 15  | 17  | Ret | 14  | 16  | 18  | 17  | 87     | 11th |
| 2016 | Honda Honda RC213V | ?     | Nicky Hayden  |     |     |     |     |     |     |     |     |     |     |     |     |     | 15  |     |     |     |     | 87     | 11th |